# Brandon Knight
Brandon Emmanuel Knight (Miami, 2 dicembre 1991) è un cestista statunitense, professionista nella NBA.

## Carriera
Frequentò la Pine Crest School, prima di iscriversi all'Università del Kentucky, dove rimase per una stagione

### NBA (2011-2020)

#### Detroit Pistons (2011-2013)
Il 23 giugno 2011 venne selezionato nel draft NBA 2011 dai Detroit Pistons con l'8ª scelta. Diventa abbastanza presto il titolare dei pistoni. L'8 febbraio 2012 è stato convocato per partecipare al Rising Stars Challenge, venendo selezionato dalla squadra Shaq. A fine anno, viste le buone prestazioni offerte durante la stagione con la canotta dei Pistons, viene inserito nell'NBA All-Rookie First Team.
Il 27 febbraio 2013 segnò un career-high di 32 punti nella vittoria contro i Washington Wizards.

#### Milwaukee Bucks (2013-2015)

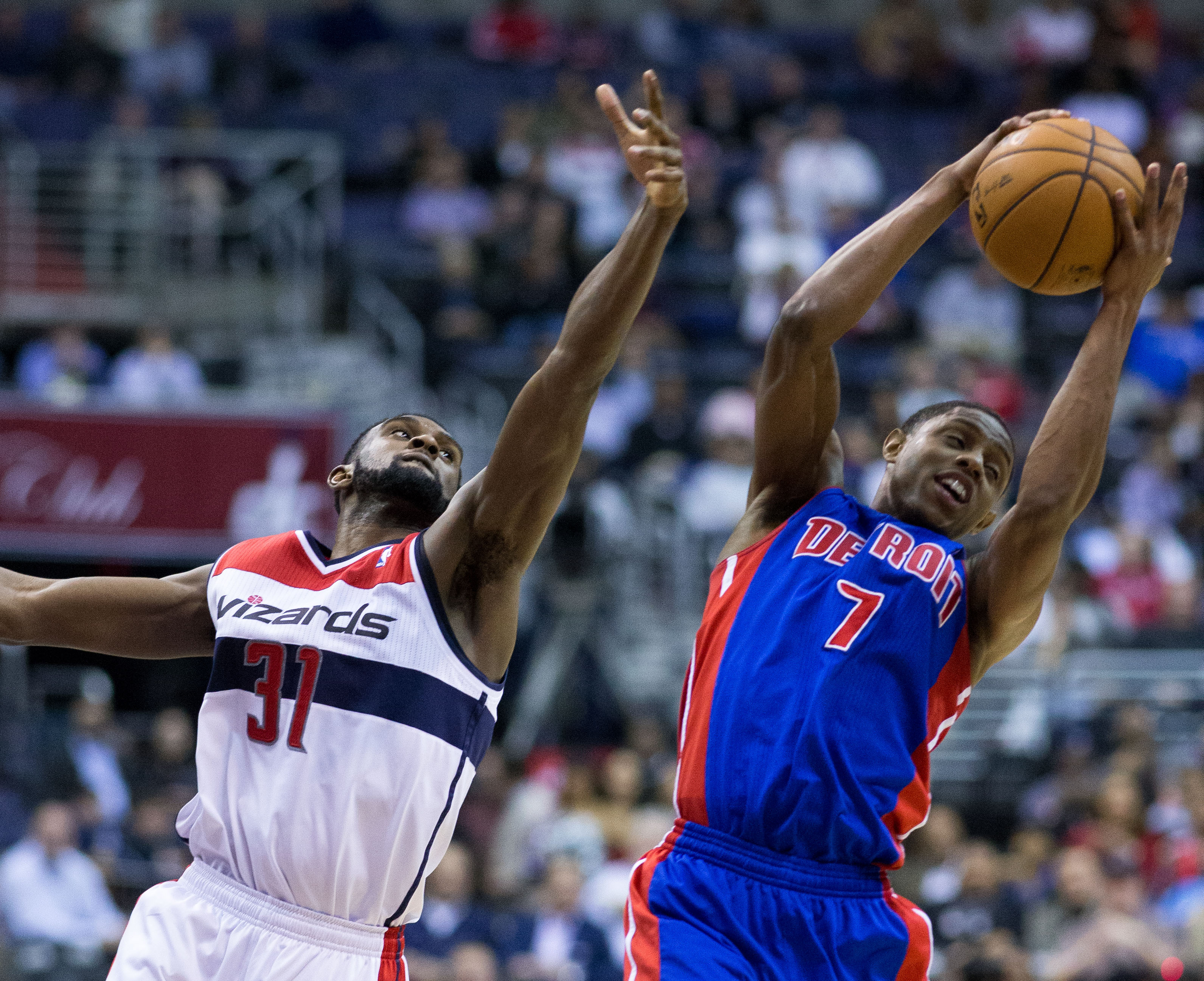
Brandon Knight (destra) in volo contro Chris Singleton (sinistra)

Il 31 luglio 2013 venne ceduto ai Milwaukee Bucks insieme a Khris Middleton e V"jačeslav Kravcov in cambio di Brandon Jennings. Ai cervi ereditò il posto di Jennings diventando il playmaker titolare della squadra.

#### Phoenix Suns (2015-2018)
Il 19 febbraio 2015 venne ceduto ai Phoenix Suns in una trade a tre squadre che oltre alla franchigia dell'Arizona e ai Milwaukee Bucks coinvolse anche i Philadelphia 76ers. Ai Suns, nonostante nel suo ruolo giochi Eric Bledsoe, Knight riuscì comunque a ritagliarsi spazio giocando 11 partite, di cui 9 da titolare (giocando da guardia). Il 18 luglio 2015 firma un'estensione contrattuale di 4 anni (in cui guadagnerà 70 milioni di dollari) con i Phoenix Suns.
Il 16 novembre 2015 registrò la sua prima tripla doppia in carriera con 30 punti, 10 rimbalzi e 15 assist nella partita casalinga contro i Los Angeles Lakers. Con questa Knight diventò così il quarto giocatore dal 1973 ad aver raggiunto quelle statistiche al termine di una partita dopo Pete Maravich, Magic Johnson e Russell Westbrook.
Nonostante avesse dovuto essere il sesto uomo per la presenza nel suo ruolo di Eric Bledsoe, a causa dell'infortunio di quest'ultimo diventò titolare della squadra. Tuttavia lo stesso Knight subì vari infortuni, e a causa di questi disputò in tutta la stagione solo 52 partite.
A fine anno, nonostante la stagione a livello di squadra fosse stata pessima (penultima posizione davanti ai Los Angeles Lakers dell'ultimo anno di Kobe Bryant nella Western Conference, con un record negativo di 23 vittorie e 59 sconfitte e l'esonero di Jeff Hornacek, sostituito da Earl Watson), a livello individuale - nonostante gli infortuni - si rivelò ottima, in quanto Knight tenne una media di 19,4 punti (career-high), 3,9 rimbalzi e 5,1 assist a partita. Knight partì titolare 50 volte su 52, anche a causa dell'infortunio patito da Bledsoe nel dicembre 2016 che costrinse quest'ultimo a saltare tutto il resto della stagione.
Nella stagione 2016-2017, con Bledsoe di nuovo a disposizione, poco prima dell'inizio l'allenatore della squadra arancioviola Earl Watson annunciò che Knight avrebbe agito da sesto uomo della squadra. Il 18 marzo 2017 venne escluso (nonostante fosse sano insieme al compagno di squadra e di reparto Eric Bledsoe) fino alla fine della stagione dalla squadra, non venendo nemmeno più convocato per fare spazio al più giovane Tyler Ulis. Il 26 luglio 2017 venne annunciato dai Phoenix Suns che avrebbe potuto saltare tutta la stagione 2017-2018 a causa di una rottura del legamento crociato anteriore. La notizia venne confermata il mese successivo dai Suns. La sua ultima partita disputata con la franchigia dell'Arizona è stata contro i Los Angeles Lakers il 22 febbraio 2017.

#### Houston Rockets (2018-2019)
Il 31 agosto 2018 viene scambiato insieme a Marquese Chriss agli Houston Rockets in cambio di Ryan Anderson. Torna a mettere piede sul campo nel dicembre 2018 con la casacca dei Rockets, curiosamente in una sfida contro i Lakers, ultima squadra che lui aveva affrontato prima della lunga assenza.

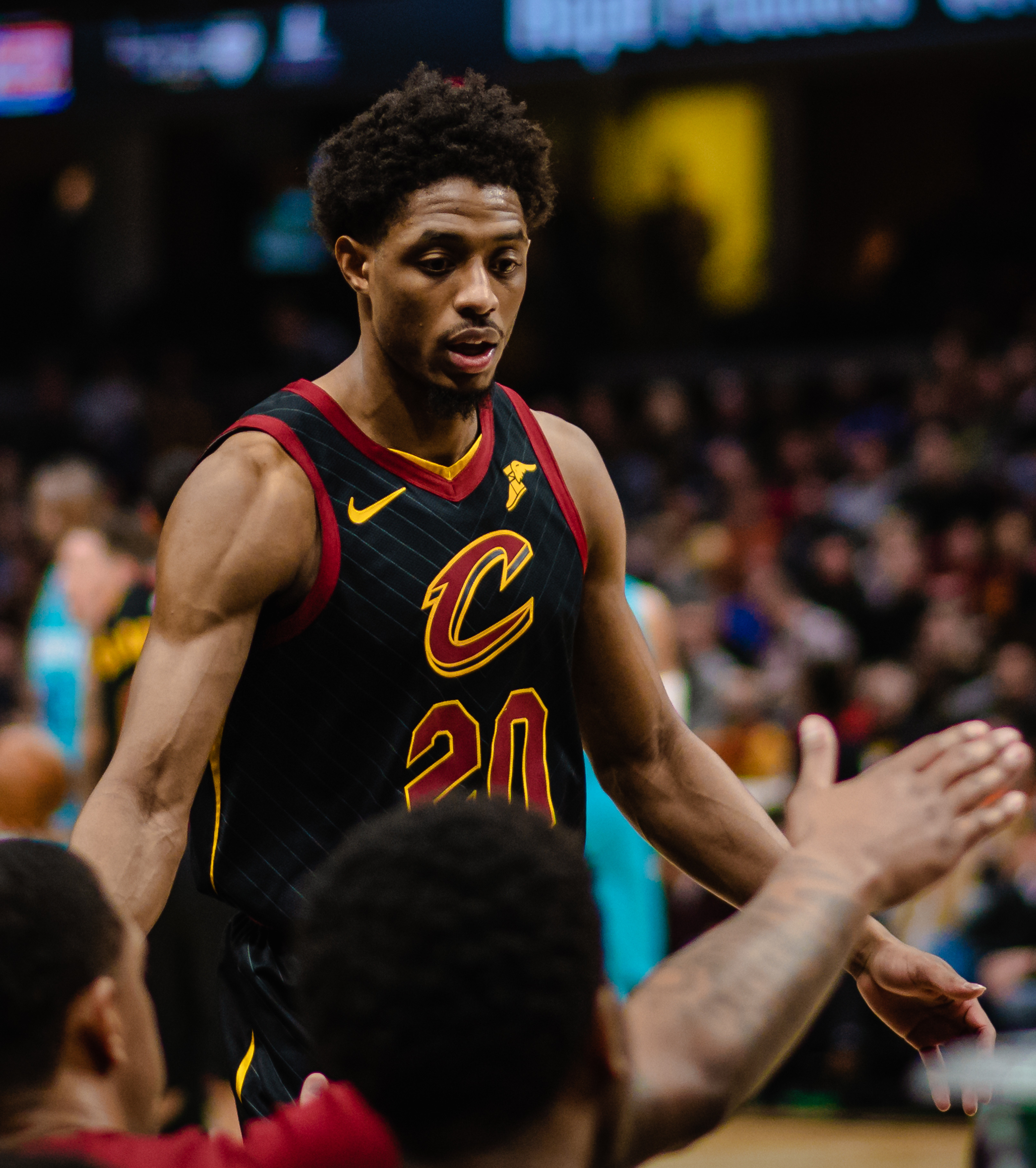
Knight a Cleveland

#### Cleveland Cavaliers (2019-2020)
Nel corso della trade dead-line 2019 si è trasferito ai Cleveland Cavaliers in uno scambio a tre squadre che vide coinvolti anche i Sacramento Kings.

#### Ritorno ai Detroit Pistons (2020)
Durante la trade dead-line 2020 fa ritorno ai Detroit Pistons nell'ambito dell'operazione che ha portato in Ohio Andre Drummond.

## Statistiche

### College
| Anno      | Squadra           | PG | PT | MP   | TC%  | 3P%  | TL%  | RP  | AP  | PRP | SP  | PP   |
| --------- | ----------------- | -- | -- | ---- | ---- | ---- | ---- | --- | --- | --- | --- | ---- |
| 2010-2011 | Kentucky Wildcats | 38 | 38 | 35,9 | 42,3 | 37,7 | 79,5 | 4,0 | 4,2 | 0,7 | 0,2 | 17,3 |
| Carriera  | Carriera          | 38 | 38 | 35,9 | 42,3 | 37,7 | 79,5 | 4,0 | 4,2 | 0,7 | 0,2 | 17,3 |

### NBA

#### Regular season
| Anno      | Squadra             | PG  | PT  | MP   | TC%  | 3P%  | TL%  | RP  | AP  | PRP | SP  | PP   |
| --------- | ------------------- | --- | --- | ---- | ---- | ---- | ---- | --- | --- | --- | --- | ---- |
| 2011-2012 | Detroit Pistons     | 66  | 60  | 32,3 | 41,5 | 38,0 | 75,9 | 3,2 | 3,8 | 0,7 | 0,2 | 12,8 |
| 2012-2013 | Detroit Pistons     | 75  | 75  | 31,5 | 40,7 | 36,7 | 73,3 | 3,3 | 4,0 | 0,8 | 0,1 | 13,3 |
| 2013-2014 | Milwaukee Bucks     | 72  | 69  | 33,3 | 42,2 | 32,5 | 80,2 | 3,5 | 4,9 | 1,0 | 0,2 | 17,9 |
| 2014-2015 | Milwaukee Bucks     | 52  | 52  | 32,5 | 43,5 | 40,9 | 88,1 | 4,3 | 5,4 | 1,6 | 0,2 | 17,8 |
| 2014-2015 | Phoenix Suns        | 11  | 9   | 31,5 | 35,7 | 31,3 | 82,8 | 2,1 | 4,5 | 0,5 | 0,1 | 13,4 |
| 2015-2016 | Phoenix Suns        | 52  | 50  | 36,0 | 41,5 | 34,2 | 85,2 | 3,9 | 5,1 | 1,2 | 0,4 | 19,6 |
| 2016-2017 | Phoenix Suns        | 54  | 5   | 21,1 | 39,8 | 32,4 | 85,7 | 2,2 | 2,4 | 0,5 | 0,1 | 11,0 |
| 2018-2019 | Houston Rockets     | 12  | 0   | 9,8  | 23,4 | 15,6 | 81,8 | 0,8 | 0,8 | 0,2 | 0,0 | 3,0  |
| 2018-2019 | Cleveland Cavaliers | 27  | 26  | 22,9 | 41,3 | 37,1 | 78,3 | 1,9 | 2,3 | 0,7 | 0,1 | 8,5  |
| 2019-2020 | Cleveland Cavaliers | 16  | 0   | 15,1 | 32,6 | 29,7 | 30,8 | 1,3 | 1,9 | 0,3 | 0,1 | 4,9  |
| 2019-2020 | Detroit Pistons     | 9   | 3   | 24,6 | 38,3 | 38,8 | 76,2 | 2,3 | 4,2 | 0,6 | 0,1 | 11,6 |
| 2021-2022 | Dallas Mavericks    | 5   | 0   | 13,0 | 40,0 | 23,5 | 100  | 1,6 | 1,6 | 0,2 | 0,0 | 6,4  |
| Carriera  | Carriera            | 451 | 349 | 29,3 | 41,1 | 35,2 | 80,7 | 3,1 | 3,9 | 0,9 | 0,2 | 14,0 |

## Palmarès
- NBA All-Rookie First Team (2012)

## Curiosità
- Brandon Knight è cristiano.[16][17]
- Posta spesso su Twitter la scritta "TGBTG" (To God Be The Glory).[18][19][20]
- Ha anche due braccialetti che esprimono la sua fede: su uno c'è scritto TGBTG, sull'altro invece Faith (fede tradotto in italiano).[21]